# Witalij Kopyłenko
Witalij Kopyłenko (ukr. Віталій Копиленко; ur. 1 lutego 1984 w Kijowie) – ukraiński bokser kategorii średniej.

## Kariera zawodowa
Jako zawodowiec Kopyłenko zadebiutował 2 lutego 2008 roku, pokonując przez TKO w 1 rundzie rodaka Arnolda Owusu.
Do końca 2011 roku pokonał 17 zawodników, jednak byli to łatwiejsi rywale, nic nie wnoszący do rekordu Ukraińca.
17 marca 2012 roku zmierzył się z niepokonanym Wasylem Tarabarowem (22-0-1), o wakujący pas WBFed Inter-Continental w wadze średniej. Kopyłenko zwyciężył w 4 rundzie, gdy Tarabarow został poddany przez narożnik na skutek kontuzji.
14 lipca 2012 roku jego rywalem był Portugalczyk Vitor Sa (27-7), a stawką walki było mistrzostwo świata WBFed w wadze średniej. Kopyłenko wygrał przez nokaut w 3 rundzie, zostając nowym mistrzem.